# Cloudburst
Cloudburst (zu deutsch: Wolkenbruch) ist eines der bekanntesten Stücke des Komponisten und Dirigenten Eric Whitacre, das den Ablauf eines Gewitters musikalisch darstellt.

## Entstehung
Whitacre komponierte Cloudburst im Alter von 21 Jahren im Herbst des Jahres 1991 während seines Studiums an der University of Nevada in Las Vegas.
Die 1995 veröffentlichte Originalversion schrieb Whitacre für Chor mit Klavierbegleitung auf Anregung der Dirigentin Jocelyn Kaye Jensen. Die Variante für Blasorchester entstand 2001 als Auftragsarbeit für die Indiana Bandmasters Association und wurde am 16. März 2002 zum Indiana All State Festival uraufgeführt. 
Der Text stammt aus dem Gedicht El Cántaro Roto von Octavio Paz.
Beide Versionen widmete Whitacre J. K. Jensen.
Im Jahr 2007 war eine Chorversion von Cloudburst für den Grammy Award nominiert.

## Ablauf
Der erste Teil des Musikstücks ist a cappella, einfache Dissonanzen in der Melodie werden von Tonfolgen abgelöst, die von jedem Sänger in individuellem Tempo und Einsatz interpretiert werden.
Darauf folgt ein schrilles Baritonsolo, dem wieder ein A-cappella-Abschnitt folgt. Dieses schaukelt sich dann unter crescendo bis zum Höhepunkt des Stückes hoch, dem Beginn des eigentlichen Gewitters (The Cloudburst).

### The Cloudburst
Vor dem Gewitter kehrt einige Takte lang wieder relative Ruhe ein, dann beginnt mit einem Blitzschlag, gefolgt von Donner, das eigentliche Gewitter. In der Chorversion werden diese Effekte mit Glocken erzeugt, die die Sänger bisher vor dem Publikum verborgen gehalten haben. Durch anschließendes, vom Klavier begleitetes Fingerschnipsen bis zum Ende des Stückes – das Publikum wird so einbezogen – entsteht der akustische Eindruck von Regen. Nach und nach hören alle Sänger auf zu singen und alle Instrumente setzen aus.